# Izaac Kennedy
Izaac Kennedy (Brisbane, 24 de octubre de 2000) es un deportista australiano que compite en ciclismo en la modalidad de BMX estilo libre.
Ganó una medalla de plata en el Campeonato Mundial de Ciclismo BMX de 2025. Participó en los Juegos Olímpicos de París 2024, ocupando el octavo lugar en la carrera masculina.

## Palmarés internacional
| Campeonato Mundial | Campeonato Mundial     | Campeonato Mundial | Campeonato Mundial |
| Año                | Lugar                  | Medalla            | Competición        |
| ------------------ | ---------------------- | ------------------ | ------------------ |
| 2025               | Copenhague (Dinamarca) | Medalla de plata   | Carrera            |